# 金集

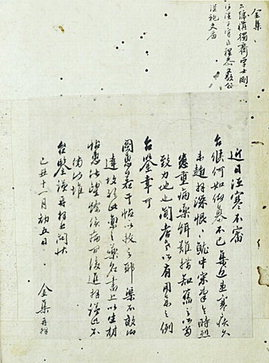
金集書信

金集（1574年—1656年），字士剛，號慎獨齋，慎獨，本貫光山金氏，汉城出身，朝鲜王朝儒学者和政治人，哲学者，詩人，思想家。諡號文敬。
朝鲜巨儒沙溪金長生的儿子和门人，士林派。宋時烈，宋浚吉，尹宣擧是他的门人。金集作妾李氏，栗谷李珥的妾女。

## 參考

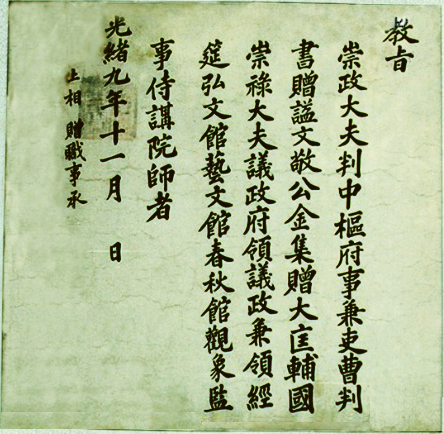
金集贈職朝鮮國王的敎旨